# Løgnens hus
Løgnens hus er en amerikansk stumfilm fra 1916 af William Desmond Taylor.

## Medvirkende
- Edna Goodrich som Edna Coleman.
- Juan de la Cruz som Marcus Auriel.
- Kathleen Kirkham som Dorothy.
- Lucille Ward som Mrs. Coleman.
- Harold Holland som Winthrop Haynes.